# Karbach, Rheinland-Pfalz
Karbach är en Ortsgemeinde i Rhein-Hunsrück-Kreis i det tyska förbundslandet Rheinland-Pfalz. Karbach, som för första gången nämns i ett dokument från år 1110, har cirka 600 invånare.
Kommunen ingår i kommunalförbundet Verbandsgemeinde Hunsrück-Mittelrhein tillsammans med ytterligare 32 kommuner.